# جيم كلارك (سياسي)
جيم كلارك (بالإنجليزية: Jim Clark)‏ هو لاعب كرة قدم أمريكية وسياسي أمريكي، ولد في 28 يوليو 1929 في هونولولو في الولايات المتحدة، وتوفي في 30 يوليو 2000. حزبياً، نشط في الحزب الجمهوري والحزب الديمقراطي. وقد انتخب عضو مجلس النواب في هاواي.